# 全国企业破产重整案件信息网
全国企业破产重整案件信息网，是中华人民共和国最高人民法院开通的公布全国企业破产重整案件信息的网站。

## 简介
2016年6月23日，全国企业破产重整案件信息网开始上线试运行。2016年8月1日，最高人民法院宣布，全国企业破产重整案件信息网正式上线开通，该网站由由全国企业破产重整案件信息互联网、企业破产案件法官工作平台、破产管理人工作平台这三个部分组成。其中，全国企业破产重整案件信息互联网是按案件流程全公开的原则，发布破产案件信息的互联网资讯平台。
2016年7月26日，最高人民法院印发《关于企业破产案件信息公开的规定（试行）》，该规定自2016年8月1日起施行。该规定第一条：“最高人民法院设立全国企业破产重整案件信息网（以下简称破产重整案件信息网），破产案件（包括破产重整、破产清算、破产和解案件）审判流程信息以及公告、法律文书、债务人信息等与破产程序有关的信息统一在破产重整案件信息网公布。”“人民法院以及人民法院指定的破产管理人应当使用破产重整案件信息网及时披露破产程序有关信息。”